# Manay
Manay is een gemeente in de Filipijnse provincie Davao Oriental op het eiland Mindanao. Bij de laatste census in 2007 had de gemeente ruim 38 duizend inwoners.

## Geografie

### Bestuurlijke indeling
Manay is onderverdeeld in de volgende 17 barangays:
| - Capasnan - Cayawan - Central - Concepcion - Del Pilar - Guza - Holy Cross - Lambog - Mabini | - Manreza - New Taokanga - Old Macopa - Rizal - San Fermin - San Ignacio - San Isidro - Zaragosa |

## Demografie
Manay had bij de census van 2007 een inwoneraantal van 38.067 mensen. Dit zijn 1.370 mensen (3,7%) meer dan bij de vorige census van 2000. De gemiddelde jaarlijkse groei komt daarmee uit op 0,51%, hetgeen lager is dan het landelijk jaarlijks gemiddelde over deze periode (2,04%). Vergeleken met de census van 1995 is het aantal mensen met 2.639 (7,4%) toegenomen.

De bevolkingsdichtheid van Manay was ten tijde van de laatste census, met 38.067 inwoners op 418,36 km², 91 mensen per km².